# Таранов, Валерий Фёдорович
Валерий Фёдорович Таранов (27 мая 1953, с. Троицкое — 18 октября 2024, Волгоград) — советский и российский тренер по лёгкой атлетике. Кандидат педагогических наук. Заслуженный тренер России (2007). Спортивный судья всероссийской категории (2016).

## Биография
Родился 27 мая 1953 года в селе Троицкое Лопасненского района (ныне — Чеховский) Московской области.
В 1974 году окончил Волгоградский государственный институт физической культуры по специальности «преподаватель физической культуры и спорта».
С 1975 года работал старшим преподавателем Волгоградской государственной академии физической культуры. Был доцентом кафедры теории и методики лёгкой атлетики, где преподавал технологию физкультурно-спортивной деятельности, а также теорию и методику обучения базовым видам спорта.
Наиболее известными воспитанниками Таранова являются мастер спорта международного класса по лёгкой атлетике, чемпионка Европы в помещении 2009 года, двукратная чемпионка России в помещении (2009, 2010) в тройном прыжке Анастасия Потапова (Таранова) и чемпионка России среди юниоров в помещении 2010 года Кристина Полетаева.
Скончался 18 октября 2024 года на 72 году жизни.

## Награды и звания
- Знак «Отличник физической культуры и спорта».
- Почётное звание «Заслуженный тренер России» (2007).
- Грамота Госкомспорта России.
- Лауреат Всероссийского конкурса на лучшую научную книгу в номинации «Педагогика и методика преподавания»[5].
- Спортивный судья всероссийской категории (2016)[6].